# Myophonus horsfieldii
Myophonus horsfieldii е вид птица от семейство Muscicapidae. Видът е незастрашен от изчезване.

## Разпространение
Разпространен е в Индия.